# Иоанн-Кассиан (Тунару)
Епи́скоп Иоа́нн-Кассиа́н (рум. Episcop Ioan Casian, в миру Ливиуc-Йонел Туанру, рум. Livius-Ionel Tunaru; 20 февраля 1969, Комэнешти, жудец Бакэу, Румыния) — епископ Румынской православной церкви, епископ Канадский (Митрополия двух Америк).

## Биография
Родился 20 февраля 1969 года в городе Комэнешти Бакэуского жудеца Румынии в семье священника Иоанна и Марианны. В 1975—1983 годах обучался в средней школе в Комэнешти. В 1983—1987 годах обучался в производственном училище на математическо-физическом отделе.
В 1989 году поступил на Богословский факультет им. Андрея Шагуны Сибиуского университета, который окончил в 1993 году, защитив диссертацию по каноническому праву «Икономия в Православной Церкви», написанную под руководством профессора Йоана Флоки.
В 1993—1995 годы жил в монастыре Иоанна Предтечи в Иерусалиме, где обучался иконописи и реставрации икон. В то же время он библейский греческий язык в Studium Biblicum Franciscanum в Иерусалиме и французскому в Институте французской культуры и языка в Иерусалиме. В 1995 году по благословению митрополита Германии, Центральной и Северной Европы Серафимом (Жоантэ) был пострижен в рясофор.
В 1995—1998 годы, получив от группы 20 римо-католических монастырей дотацию за академические успехи, обучался в Папском атенеуме святого Ансельма в Риме, на факультетах Истории, монашеской духовности и патристики. Также изучал историю, искусство и классические языки в Папском восточном институте, защитив диссертацию «Путь к свободе: Исследование комментария святого Максима Исповедника к Молитве Господней», написанную под руководством Джереми Дрисколла и Мацея Белявского. В тот период некоторое время жил в ряде римо-католических монастырей: бенедиктинском Аббатстве Шеветонь в Бельгии; бенедиктинском Аббатстве святого Доминика Силосского в Бургосе, Испания; монашеской общине Бозе в Италии. Посещал румынский православный приход Иоанна Кассиана в Риме, где пел в хоре. За время своего обучения свободно освоил английский, французский и итальянский языки.
По окончании обучения был призван румынским митрополитом Западно-Европейским Иосифом (Попом) в Париж, где до 2002 года служил административным секретарем архиерея. В то время был также руководителем хора храма святой Параскевы и святой Геновефы в Париже и провёл несколько концертов по Франции. Служил переводчиком и издателем журнала митрополии «Sfântul Ioan Casian» («Святой Иоанн Кассиан»).
23 июня 2001 года был рукоположен в сан диакона, а на следующий день — в сан священника с назначением в клир Крестовоздвиженского монастыря в Мальвиале, Франция. Там 1 ноября того же года он был пострижен в мантию с именем Иоанн-Кассиан в честь святого Иоанна Кассиана Римлянина. Проводит короткую стажировку в Монастыре святого Иоанна Крестителя в Молдоне, Эссекс, Англия.
В 2002—2003 годах был настоятелем прихода святого Иосифа в Бордо, где провёл несколько конференций на тему великих праздников церковного года в Православной Церкви в сотрудничестве с ассоциацией христианского искусства и иконописи «Огивки». Также приводил обсуждения текстов Священного Писания.
Перешёл в клир Архиепископии в Америках и с апреля 2003 по июнь 2006 года был служил настоятелем в Никольском храма в Квинсе, Нью-Йорк, где также издавал приходской новостной листок «Sfântul Nicolae». В 2004 году возведён в сан архимандрита.
Провёл здесь серию конференций на темы великопостных Евангельских чтений («Пост и его значение», «Православие», «молитва», «Святой Крест», «этапы духовной жизни»). Заведовал монашеским центром-санаторием святого Димитрия Нового в Басараби, Мидлтаун, штат Нью-Йорк, где устроил мемориал в память основателя поселения, архимандрита Василия (Василаки), проводил детские летние лагеря в 2004—2007 годах.
2 марта 2006 года в соответствии с рекомендацией архиепископа Николая (Кондри) и по согласованию с епархиальным советом Румынской православной архиепископии в Америке и Канаде, решением Священного Синода Румынской православной церкви был избран викарием Архиепископии в Америке и Канаде с титулом «Вичинский».
2 июля того же года в Константино-Еленинском соборе в Чикаго состоялась его хиротония во епископа Вичинского, викарием Румынской Православной архиепископии в Америках. Хиротонию совершили: митрополит Западной и Южной Европы Иосиф (Поп), митрополит Среднезападный Христофор (Ковачевич) (Сербская православная церковь), митрополит Детройтский Николай (Писсарис) (Константинопольский патриархат), архиепископ Николай (Кондря), епископ Петр (Лукьянов) (РПЦЗ), епископ Марсельский Силуан (Шпан). 9 июля 2006 года в монастыре Святого Димитрия Нового в Миддлтауне, Нью-Йорк, состоялась его интронизация.
В этот период служил преимущественно среди румынских общин на Восточном побережье США и Канады. Начал строительство нового храма в монашеском центре-санатории святого Димитрия Нового а также курсы по иконописи при Никольском приходе в Квинсе.
28 октября 2016 года Священный синод Румынской православной церкви образовал Митрополии Америк в составе двух епархий: Архиепископии США и Канадской епископии. Тогда же епископ Николай (Кондря) был назначен главой новой митрополии, становясь по должности правящим архиереем новой Архиепископии США, а епископ Иоанн-Кассиан был назначен епископом Канадским.
7 мая 2017 года в храме святого Георгия в Лонгейле, Квебек, Канада, состоялась его интронизация как правящего архиерея Канадской епархии. Интронизацию возглавил митрополит Николай (Кондря).